# センター・オブ・ジ・アース (アトラクション)
- ディズニーパーク > 東京ディズニーリゾート > 東京ディズニーシー
  - ミステリアスアイランド > センター・オブ・ジ・アース (アトラクション)
  - 東京ディズニーシーのアトラクションの一覧 > センター・オブ・ジ・アース (アトラクション)

センター・オブ・ジ・アース(Journey to the Center of the Earth)は、東京ディズニーシーにあるアトラクションの一つ。

## 概要
| センター・オブ・ジ・アース Journey to the Center of the Earth | センター・オブ・ジ・アース Journey to the Center of the Earth | センター・オブ・ジ・アース Journey to the Center of the Earth | センター・オブ・ジ・アース Journey to the Center of the Earth |
| ------------------------------------------------------------- | ------------------------------------------------------------- | ------------------------------------------------------------- | ------------------------------------------------------------- |
| オープン日                                                    | オープン日                                                    | 2001年9月4日 (東京ディズニーシーと同時にオープン)             | 2001年9月4日 (東京ディズニーシーと同時にオープン)             |
| スポンサー                                                    | スポンサー                                                    | 第一生命保険株式会社                                          | 第一生命保険株式会社                                          |
| 所要時間                                                      | 所要時間                                                      | 約3分                                                         | 約3分                                                         |
| 定員                                                          | 定員                                                          | 6名                                                           | 6名                                                           |
| 利用制限                                                      |                                                               | 身長117cm以上                                                 | 身長117cm以上                                                 |
| ファストパス                                                  | ファストパス                                                  |                                                               | 2023年6月7日に終了                                            |
| シングルライダー                                              | シングルライダー                                              |                                                               | 対象外                                                        |

このアトラクションはミステリアスアイランドにあり、フランスの小説家ジュール・ベルヌの代表作『地底旅行』（仏：Voyage au centre de la Terre）をモチーフにしている。
ゲストは地底走行車とよばれる乗り物に乗り込み、神秘に満ちた地底の世界を探検する。地底走行車はゆっくりとしたスピードで進むが、ライド終盤にはスピードをつけ急上昇、急降下をする。その最高速度は時速75キロメートルに達し、東京ディズニーリゾートのアトラクションの中では最速である。
ライドの原動力は従来のコースターライドのようにリフトコンベヤーで引っ張られ、その後重力に従い旋回や落下を繰り返すというものではなく、ライドとコースにコンピュータが備え付けられており、それらのコンピュータでライドのスピードやライド同士の間隔などを調整している。またライドにはフォーミュラ1のレースカー並の動力をもつモーターを搭載し、その動力によって加速や減速を行っている。モーターと路面の摩擦係数の計算の結果、路面は航空母艦の甲板に用いられているものと同じ素材を塗装している。
2010年の定期点検にて乗り場へホームドアが設置された。

## ストーリー
科学者はネモ船長の研究室のある「マグマサンクタム」から、「テラヴェーター」で地中深く800mにある「ベースステーション」へ向かう。
ベースステーションからは地底走行車に乗り込み、「水晶の洞窟」や「発光生物のトンネル」、様々な生き物が棲息する「巨大キノコの森」などの地底世界を進んでいく。
ところが突然火山性地震が科学者を襲い、地底走行車はコースを大きく外れまだ誰も到達したことのない地底奥深くへと迷い込んでしまう。嵐で荒れる「地底の海」に迷い込み落雷を受け地底走行車は制御が効かなくなってしまう。すると突如姿を表した巨大な怪物「ラーヴァモンスター」が出現。ゲストの地底走行車も襲われそうになった直後大規模噴火が発生し、地底走行車は溶岩の圧力に押し上げられて火道内を急上昇、噴火口から吐き出され落下してプロメテウス火山のカルデラを走り抜け、「地熱貯蔵庫」に無事到着する。

## マグマサンクタムツアー
アトラクションが定期メンテナンスなどの事情で終日休止している時には、テラヴェーター直前までのQライン（待ち列）を見学する「マグマサンクタムツアー」(火山の洞窟ツアー)が開かれることがある。これは、テラヴェーターまでのQラインには通常並んでいるだけでは見ることができないほどの、ネモ船長の研究室を演出するための沢山の小道具を、アトラクションが休止中にじっくり見て回るというもの。公表されているサービスではないため、東京ディズニーリゾート公式サイトや東京ディズニーシー・トゥデイに記載されていない。そのため、実施されているかどうかはアトラクション入り口まで行ってキャストに確認する必要があり、アトラクションが長期に渡り休止していても実施されないこともある。

## 補足事項
- マグマサンクタムはネモ船長が見つけた「自然の洞窟」である。この話はマグマサンクタムツアーで聞くことができる。
- テラヴェーターには深度、二酸化炭素濃度、蒸気圧を示す計測器がある。[4]
- ネモ船長は水晶の洞窟で採った水晶を利用してオーケストラを作りたいと考えている。この話はマグマサンクタムツアーで聞くことができる。
- 発光生物の飛び方には法則性があり群れで飛んでいる。マグマサンクタムにある発光生物のレポートで確認ができる。
- ラヴァモンスターの隣にある襲われた地底走行車には爪痕がある。これは実際に地底走行車に乗ると直接確認ができる。